# Зелія Бішоп
Зелія Браун-Рід Бішоп (нім. Zealia Brown-Reed Bishop), уроджена Зелія Маргарет Керолайн Браун (нім. Zealia Margaret Caroline Brown; 4 червня 1897, Ешвілл — 29 червня 1968) — американська письменниця, авторка  романтичних оповідань, насамперед відома своєю літературною співпрацею з Говардом Лавкрафтом.

## Біографія
Зелія народилася в родині Вілларда Філмора Брауна та його дружини Саллі Віллі, уродженої Гаслетт. У неї були сестра і брат. По матері вона була нащадком Вільгельма Завойовника, як і Лавкрафт.
Здобула освіту в Академії Лоретто. Була одружена з Джеймсом П. Рідом (1891—1935) і народила сина. Бішоп і Рід розлучилися в 1920-х роках.
Після розлучення Бішоп жила у Клівленді, працювала судовим писарем і вивчала журналістику в Колумбійському університеті. Вона також писала статті та оповідання, щоб заробити на життя. Вона відчула потребу вдосконалити свою майстерність, і через Семюеля Лавмена познайомилася з Лавкрафтом. Лавкрафт допоміг Бішоп переглянути її історії, і вони часто листувалися. Пізніше Бішоп знову вийшла заміж за фермера Даутгарда Вільяма Бішопа-старшого, з яким вона жила в Канзас-Сіті. Там вона брала активну участь у Національній федерації жіночої преси, Історично-генеалогічному товаристві Нової Англії та Жіночому прес-клубі Міссурі. Бішоп є автором історичної серії про округ Клей.

## Праці
Серед її творів є три оповідання жахів, які вона написала у співпраці з Лавкрафтом — «Прокляття Йіґа», «Локон Медузи» та «Курган». У всіх трьох випадках  Лавкрафт виступав як «письменник-привид», а названі твори було опублковано в журналі Weird Tales під іменем Бішоп, хоча її безпосередня участь здебільшого зводиласьдо написання короткого засновку, який Лавкрафт розвивав у довершену історію. Зокрема, «Курган» і «Прокляття Йіґа» були засновані на місцевих історіях, які вона дізналася під час відвідування ферми своєї сестри в Оклахомі. Вважається, що «Курган», ймовірно, створений за зразком Кургану Привида в окрузі Каддо, або Кургану Мертвої Жінки біля Бінгера.
Після написання «Кургану» стосунки Бішоп і Лавкрафта почали псуватися: частково через її невдоволення результатом праці Лавкрафта, а частково тому, що добитися від Бішоп оплати цієї праці виявилось вкрай непросто. Дійшло до того, що після одруження з Бішопом Зелія відмовилася повертати Лавкрафтові чималу суму, яку йому заборгувала. Згодом вона запропонувала виплачувати Лавкрафтові по долару на тиждень, але за умови, що той напише для неї ще один твір. Він їй відмовив, після чого Зелія припинила виплачувати йому свій борг.
Arkham House опублікував її антологію «Прокляття Йіґа» (1953), яка містить 3 історії жахів Бішоп та Лавкрафта, а також 2 есе Бішоп: одне про Лавкрафта, а інше — про Августа Дерлета. Есе про Лавкрафта було передрукований у збірці Пітера Кеннона «Згаданий Лавкрафт». 3 оповідання Лавкрафта-Бішоп також з’являються в колекції «Жахи у музеї та інші версії».
Бішоп віддавала перевагу романтичній фантастиці, якою була більшість її опублікованих творів.

## Листи від Лавкрафта
У 2014 році було виявлено досі невідому і неопубліковану сховку із тридцяти шести листів Лавкрафта до Бішоп. Колись листи зберігалися в скрині з її рукописами в будинку Жанетт Старквезер Коул, до якої Зелія переїхала жити після смерті свого чоловіка у 1956 році. Скринька спочатку була заповідана доньці Жанетт, Еті Чармейн Коул Макколл Фаулер (внучатій племінниці Зелії). Її син Шон Макколл знайшов листи після смерті місіс Фаулер у 2014 році. Великий манільський конверт із листами був надісланий другом Лавкрафта Августом Дерлетом у серпні 1937 року. Можливо, конверт використовувався для повернення рукописів листів, які Зелія послала йому після смерті Лавкрафта. Тепер ці листи опубліковані з додатковим ілюстративним матеріалом Історичним товариством Г. Ф. Лавкрафта.